# VV Staphorst
Voetbalvereniging Staphorst is een Nederlandse amateurvoetbalclub uit Staphorst in de provincie Overijssel. De club is opgericht op 30 november 1959 en speelt op sportpark Het Noorderslag in Staphorst. Het tenue bestaat uit een geel shirt, een blauwe broek en blauwe kousen.
De club heeft negen seniorenteams, het standaardelftal komt sinds de eeuwwisseling uit in de top van het amateurvoetbal.

## Geschiedenis
Op 30 november 1959 is VV Staphorst opgericht tijdens een vergadering op het gemeentehuis van Staphorst. Op initiatief van Gemeente Staphorst werd er een sportveld aangelegd aan de Ebbinge Wubbenlaan (dorpskern). De eerste ledenvergadering vond plaats op 22 december 1959 in de Coöperatieve Boerenleenbank te Staphorst. Onder leiding van L. Bijker vond de eerste training plaats op 9 januari 1960. De junioren werden getraind door M.J. van de Voort.
Op 3 augustus 1960 wordt VV Staphorst officieel toegelaten tot de KNVB, het behoorde daar tot de afdeling Zwolle. Op de ledenvergadering van 26 oktober 1960 besloot Staphorst de Koninklijke Goedkeuring der Statuten en daardoor de erkenning van de vereniging als rechtspersoon aan te vragen. Deze goedkeuring volgt op 29 december 1960.
In het seizoen 1960/1961 speelt VV Staphorst voor het eerst in competitieverband. Twee senioren- en één junioren team neemt deel aan de competitie.
In 1972 is VV Staphorst verhuisd naar de huidige locatie. Na een uitbreiding van het complex naar de huidige grootte was het op 30 november 1994 tijd om het sportpark haar eigen naam te geven: Het Noorderslag. Dit is gevestigd aan de Parallelweg 27 te Staphorst, waar in 2008 de nieuwe accommodatie gebouwd is.
In het seizoen 2007/2008 kwam het standaardelftal van VV Staphorst voor het eerst uit in de Hoofdklasse C (toen het hoogste landelijk amateurniveau). Sinds de invoering van de Topklasse in 2010 kwam Staphorst niet meer op het hoogste amateurniveau uit.
In het seizoen 2015/2016 eindigde VV Staphorst als tweede in de Hoofdklasse, maar werd in de nacompetitie verloren van FC Lisse en daarmee de promotie naar de nieuw te vormen Derde Divisie verspeeld. Hiermee kwamen de geel-blauwen te spelen op het vijfde voetbalniveau van Nederland. Wel won de ploeg zowel de KNVB Beker bij de amateurs afdeling Noord (winst in de finale tegen Flevo Boys) en vervolgens ook de landelijke KNVB Beker door na verlenging te winnen van VV Noordwijk.
Ook in het seizoen 2016/2017 wist Staphorst de KNVB Beker bij de amateurs afdeling Noord te pakken door te winnen van SC Genemuiden op Sportpark De Wetering. Martijn Brakke wist hierbij in de negentigste minuut het enige doelpunt van de wedstrijd te scoren. In de nacompetitie voor promotie wist Staphorst over twee wedstrijden niet te winnen van Ter Leede, waardoor het opnieuw in de Hoofdklasse bleef steken.
Vanwege de coronacrisis werd het seizoen 2019/20 geannuleerd. Vanwege de vergroting van de Derde Divisie naar achttien clubs mocht VV Staphorst als koploper van de Hoofdklasse B promoveren naar de landelijke Derde Divisie, het vierde voetbalniveau. 
De club speelde altijd al op zaterdag en tekende het convenant dat opgesteld was tussen de KNVB en de Belangenvereniging Zaterdagvoetbal (BZV) om te kunnen garanderen dat wedstrijden op zaterdag gespeeld kunnen worden.

## Erelijst
KNVB Beker voor amateurs
winnaar in: 2016
Districtsbeker Noord
winnaar in: 2016, 2017
Afdelingstitels Zaterdagamateurs
- Tweede Klasse: 2001
- Derde Klasse: 2000
- Vierde Klasse: 1977, 1997

## Competitieresultaten 1970–heden
| 8 4B |

| 9 4B |

| 6 4B |

| 4 4B |

| 3 4B |

| 2 4B |

| 3 4B |

| 1 4B |

| 2 3B |

| 2 3B |

| 7 3B |

| 9 3B |

| 4 4B |

| 6 4B |

| 8 4D |

| 8 4D |

| 9 4D |

| 12 4D |

|  |

|  |

|  |

|  |

|  |

|  |

|  |

| 5 4C |

| 12 4C |

| 1 4A |

| 2 3D |

| 3 3D |

| 1 3D |

| 1 2L |

| 9 1E |

| 4 1E |

| 5 1E |

| 6 1D |

| 7 1E |

| 2 1E |

| 10 C |

| 11 C |

| 11 C |

| 3 C |

| 10 C |

| 2 C |

| 3 C |

| 12 C |

| 2 C |

| 3 B |

| 5 B |

| 2 B |

| 1 B |

| -- |

| 10 |

| 11 |

| 15 A |

| 2 D |

| Derde Divisie | Vierde divisie Hoofdklasse | Eerste klasse | Tweede klasse | Derde klasse | Vierde klasse |

In elke staaf van de grafiek staat van boven naar beneden vermeld: 
- Eindnotering

Dit is de positie die de club heeft bereikt in de competitie, zonder eventuele beslissings-, play-off- of nacompetitiewedstrijden die nodig zijn geweest om bijvoorbeeld de kampioen van de competitie te bepalen.
Indien een * achter het getal staat is de notering een tussenstand en kan het zijn dat de notering niet overeenkomt met de uiteindelijke eindstand van de competitie.
Staat er een - dan is het seizoen nog bezig en is er geen definitieve uitslag bekend.
Staat er xx op de positie van de notering, dan heeft de club vroegtijdig de competitie verlaten. Dit kan onder andere komen door terugtrekking van het team, faillissement van de club of door een uitgedeelde straf van de KNVB. In veel gevallen staat elders in het artikel de reden vermeld.
Staat er een ? dan is het resultaat uit het verleden onbekend, en is alleen de competitie of het niveau bekend van dat seizoen.
In de seizoenen 2019/20 en 2020/21 werd wegens de coronacrisis het amateurvoetbal afgebroken. Daardoor kennen deze staven geen eindklassering (middels -- weergegeven).
- Competitieniveau en afdelingsletter of Officiële eindstand Eredivisie
  - Competitieniveau en afdelingsletter

Hierbij geeft het getal het niveau weer, dat ook terug te vinden is in de legenda. De letter is de afdelingsaanduiding en wordt gebruikt wanneer er meer afdelingen zijn op hetzelfde niveau. De afdelingsletter is altijd een hoofdletter en wordt meestal zonder nummer gebruikt.
Voorbeeld: 2F is niveau 2e klasse competitie F.
Het competitieniveau en nummer wordt niet vermeld wanneer er slechts één competitie van dit niveau was.
  - Officiële eindstand Eredivisie (getal staat tussen haakjes vermeld)

Sinds de introductie van play-offwedstrijden voor Europees voetbal na afloop van de reguliere competitie in 2005/06, is de KNVB verplicht een eindstand van de Eredivisie door te geven aan de UEFA aan de hand van deze play-offwedstrijden.
Bij deze eindstand staan clubs die zich hebben gekwalificeerd voor Europees voetbal hoger dan clubs die zich niet wisten te kwalificeren. Indien er geen verschil was tussen de eindnotering en de officiële eindstand, staat dit getal niet vermeld.

- Onderafdeling

Hier staat afgekort de naam van de onderafdeling indien de club in dat jaar in een onderafdeling uitkwam. Tevens staat deze afkorting in de legenda en wordt gelinkt naar het artikel over deze onderafdeling. Deze afkorting wordt alleen vermeld wanneer de club in het verleden in verschillende onderafdelingen heeft gespeeld. Deze vermelding is in de staaf altijd in kleine letters. Deze onderafdelingen zijn na het seizoen 1995/96 afgeschaft. Heeft de club in slechts één onderafdeling gespeeld, dan is dit alleen terug te vinden in de legenda.
Onder de staaf staat het jaartal vermeld waarin het seizoen is afgesloten. 15 verwijst naar het seizoen 2014/15 of eventueel het seizoen 1914/15.
Wanneer een staaf leeg is, zijn deze gegevens niet bekend. Het kan ook zijn dat de club dat seizoen niet heeft meegespeeld op het hogere amateurniveau, vroegtijdig de competitie heeft verlaten of uit de competitie is gezet.

In het seizoen 1944/45 was er wegens de Tweede Wereldoorlog geen regulier competitievoetbal.

## Staphorst in de KNVB Beker
Dit schema laat de resultaten zien van Staphorst tegen profclubs in de KNVB Beker.
| Seizoen | Ronde    | Wedstrijd              | Uitslag |
| ------- | -------- | ---------------------- | ------- |
| 2012/13 | 3e ronde | Vitesse – Staphorst    | 4-0     |
| 2018/19 | 1e ronde | Staphorst – PEC Zwolle | 0-1     |

## Bekende (oud-)spelers
- Erik Bakker
- Bas Bloemen
- Albert van der Haar
- Hermen Hogenkamp
- Lieke Huls
- Ewald Koster
- René Oosterhof
- Roy Stroeve
- Niklas Tarvajärvi
- Mark Veldmate